# Chemin de Jaffary
Le chemin de Jaffary (en occitan : camin de Jaffarin) est une voie de Toulouse, chef-lieu de la région Occitanie, dans le Midi de la France.

## Situation et accès

### Description
Le chemin de Jaffary est une voie publique. Il se trouve dans le quartiers de Croix-Daurade, dans le secteur 3 - Nord.
Il correspond à une partie de l'ancien chemin vicinal 64, dit de Cazals, qui allait du chemin de Lapujade au chemin de Nicol (actuels chemin de Jaffary et rue d'Avranches). Il naît du chemin de Lapujade, dont il se sépare au niveau du no 148. Orienté au nord-est, long de 512 mètres, il suit un parcours relativement rectiligne. Il reçoit successivement, à droite, la rue Bourdon et la rue Cazals, puis donne naissance, à gauche, à la rue de l'Énergie. Il se termine au carrefour de la route d'Albi qui reçoit également, au nord-ouest, la rue de la Jalousie et, au sud-est, la rue Simone-Boudet. Le chemin de Jaffary est prolongé au nord-est par la rue d'Avranches, qui rejoint le chemin de Nicol, et, au-delà, par la rue Auguste-Renoir qui se termine à l'avenue d'Atlanta.
La chaussée compte une voie de circulation automobile dans chaque sens. Il appartient à une zone 30 et la vitesse y est limitée à 30 km/h. Il n'existe pas d'aménagement cyclable.

### Voies rencontrées
Le chemin de Jaffary rencontre les voies suivantes, dans l'ordre des numéros croissants (« g » indique que la rue se situe à gauche, « d » à droite) :
1. Chemin de Lapujade
2. Rue Bourdon (d)
3. Rue Cazals (d)
4. Rue de l'Énergie (g)
5. Rue de la Jalousie (g)
6. Route d'Albi (d)

## Odonymie
Au XVIIe siècle, le chemin est connu comme le petit-chemin de Lapujade : en effet, il commence au carrefour du chemin du même nom. En 1860, on lui donna le nom de chemin de Jaffary, en référence à une métairie dont il longeait le domaine.

## Patrimoine et lieux d'intérêt

### Maisons toulousaines

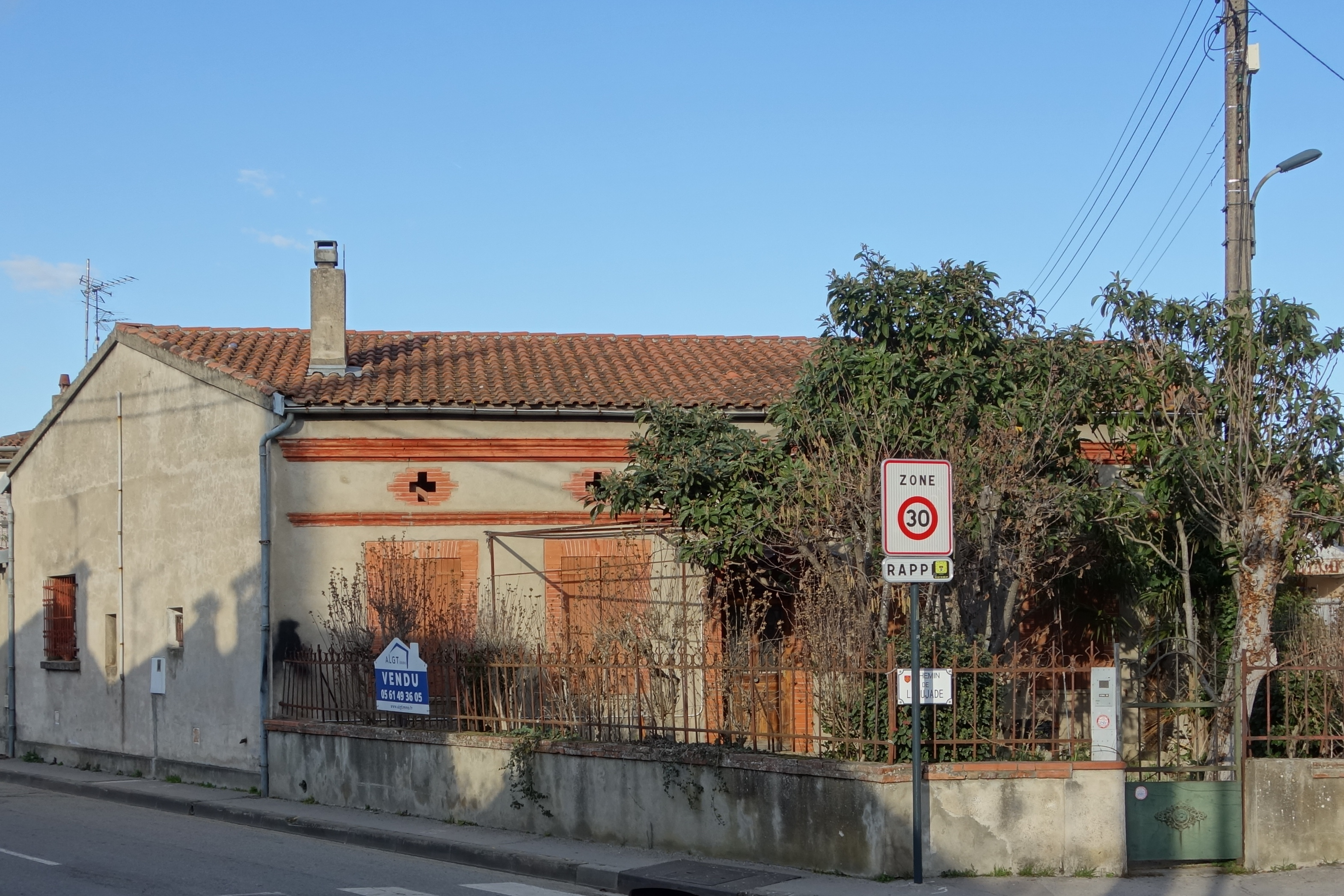
no 1 : maison toulousaine.

- no  1 : maison toulousaine (deuxième moitié du XIXe siècle)[4].
- no  15 : maison toulousaine (deuxième moitié du XIXe siècle)[5].
- no  17 : maison toulousaine (deuxième moitié du XIXe siècle)[6].
- no  24 : maison toulousaine (deuxième moitié du XIXe siècle)[7].
- no  29 : maison toulousaine (deuxième moitié du XIXe siècle)[8].
- no  35 : maison toulousaine (deuxième moitié du XIXe siècle)[9].
- no  39 : maison toulousaine (deuxième moitié du XIXe siècle)[10].
- no  53 : maison toulousaine (deuxième moitié du XIXe siècle)[11].
- no  35 : maison toulousaine (deuxième moitié du XIXe siècle)[9].
- no  35 : maison toulousaine (deuxième moitié du XIXe siècle)[9].
- no  35 : maison toulousaine (deuxième moitié du XIXe siècle)[9].

### Autres maisons
- no  7 : maison (années 1930)[12].
- no  30 : maison Sodélis (1939, Pierre Luvisutto)[13].